# Наблюдателите
„Наблюдателите“ (на английски: The Watchers) е предстоящ американски свръхестествен филм на ужасите от 2024 г. на режисьора Ишана Найт Шаямалан по неин сценарий, базиран на едноименния роман, написан от Ей Ем Шайн. Във филма участват Дакота Фанинг, Джорджина Кемпбъл, Олуен Фюер и Оливър Финеган.
Снимките за филма се провеждат от юли до септември 2023 г. Той излиза по кината в Съединените щати на 7 юни 2024 г.

## Актьорски състав
- Дакота Фанинг – Мина, 28-годишна художничка[3][2]
- Джорджина Кемпбъл – Киара[3]
- Оливър Финеган – Даниел
- Олуен Фюер – Маделин[4]
- Алистър Брамър – Джон, съпруг на Киара
- Джон Линч – Професорът

## Производство
През февруари 2023 г. е обявено, че Ню Лайн Синема ще продуцира филма с режисьора Ишана Найт Шаямалан (дъщеря на М. Найт Шаямалан) в нейния режисьорския дебют. През април актрисите Дакота Фанинг и Джорджина Кемпбъл се присъединяват към актьорския състав на филма.
Снимките се провеждат в Дъблин, Уиклоу и Голуей от юли до септември 2023 г. В средата на юли производството получава временно споразумение да продължи снимките по време на Стачката на сценаристите в Холивуд през 2023 г.

## Премиера
Филмът излиза по кината на 7 юни 2024 г. в Съединените щати, Великобритания и Ирландия от „Уорнър Брос Пикчърс“.